# Liebfrauenmilch

Liebfrauenkirche in Worms mit Weinbergen, um 1900

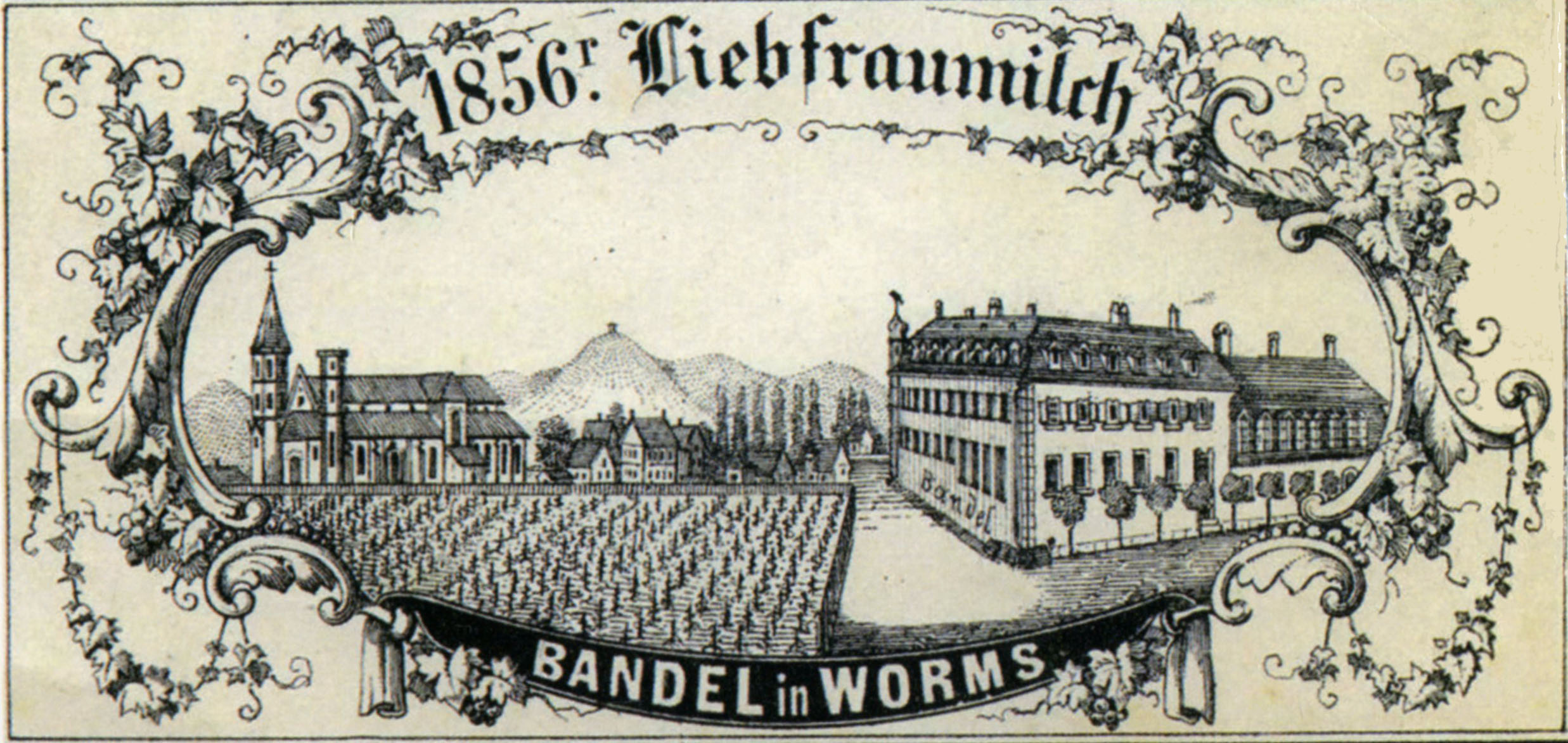
Flaschenetikett des Weinguts Johann Philipp Bandel, 1856

Liebfrauenmilch, auch Liebfraumilch, ist ein lieblicher deutscher Qualitätswein (QbA), der aus Rheinhessen, dem Rheingau, der Pfalz oder von der Nahe kommt. Er wird vor allem exportiert.

## Geschichte

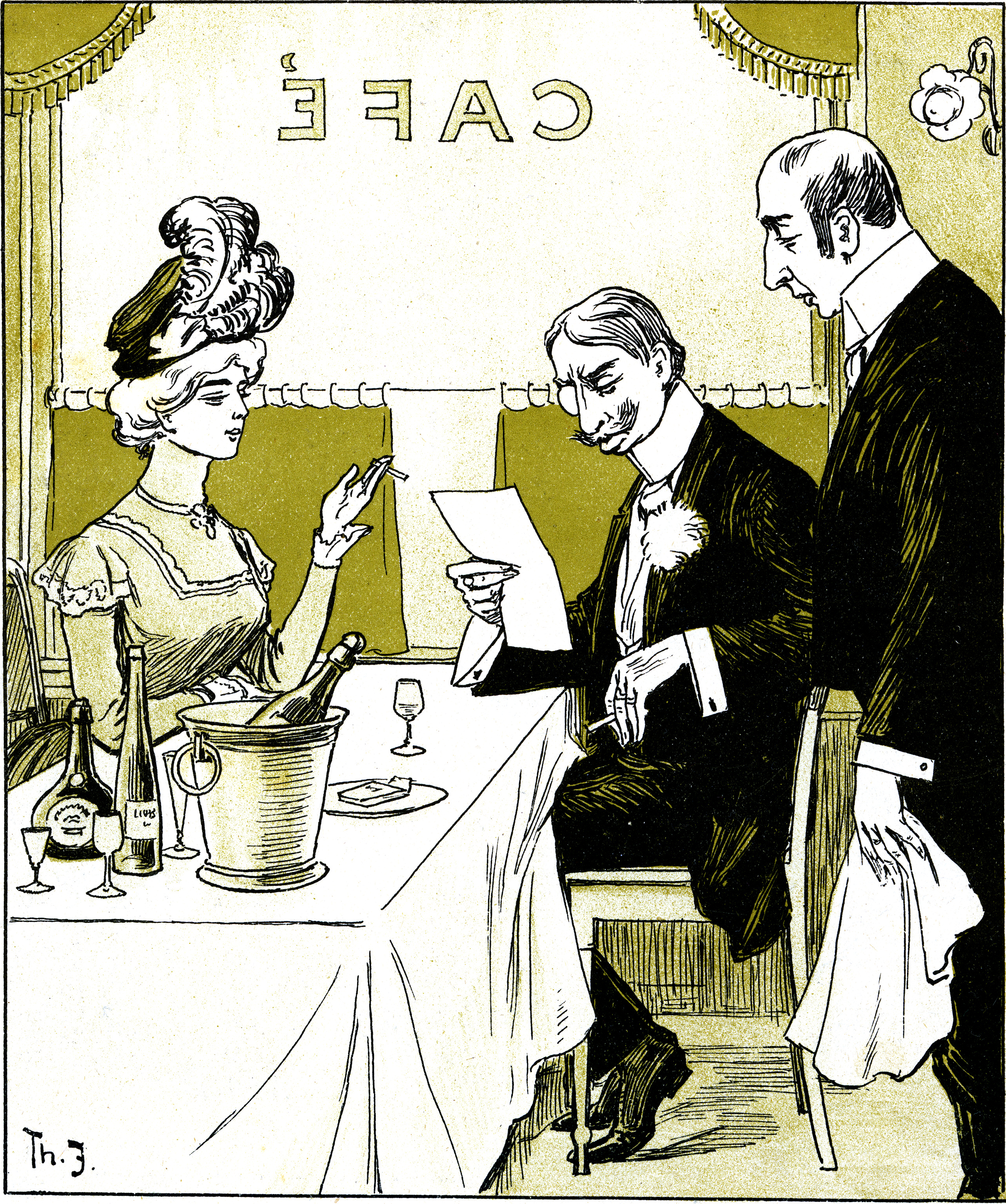
Gast: „Hören Sie, Herr Ober, eine Flasche Liebfrauenmilch für 40 Dänische Kronen, das ist doch teuer!“'– Ober: „Entschuldigen Sie, aber die Dame trinkt es immer, wenn sie hier diniert, und die anderen Herren haben sich noch nie über den Preis beklagt.“ – Sketch im dänischen Magazin Ravnen, 1901

Ihren Ursprung hat die Liebfrauenmilch in den Weinbergen der Liebfrauenkirche in Worms (Rheinhessen). Bereits im 17. Jahrhundert wurde Wein von der Wormser Liebfrauenkirche als Liebfrauenmilch bezeichnet. Die sprachwissenschaftliche Herkunft und Bedeutung des Begriffs ist allerdings umstritten. Man sagte damals, die Bezeichnung solle nur verwendet werden, wenn die Trauben in dem Bereich „soweit der Turm der Liebfrauenkirche seinen Schatten werfe“ wuchsen. Diese Regel war jedoch nicht gesetzlich verankert. Diese „echte“ Liebfrauenmilch ist heute als „Wormser Liebfrauenstift-Kirchenstück“ von den Winzern Gutzler, Schembs, Spohr und Valckenberg erhältlich.
Die ursprüngliche Wormser Liebfrauenmilch und das heutige Original Liebfrauenmilch-Kirchenstück hat einen Rauchgeschmack, der von dem Holzhäuserschutt aus dem Pfälzischen Erbfolgekrieg (1688–1697) herrührt. Damals hatte man den Schutt aus der Stadt um die Liebfrauenkirche abgelagert und darauf Weinberge errichtet.
International bekannt wurde die Liebfrauenmilch durch das 1786 von Peter Joseph Valckenberg gegründete Weinhandelshaus, das zwischen 1808 und 1850 den Großteil der Weinberge um die Liebfrauenkirche erwerben konnte. Erfolgreich baute Valckenberg ein Exportgeschäft mit der Marke Liebfrauenmilch auf. Als Trittbrettfahrer folgten ihm Winzer der Umgebung und boten ebenfalls diese Marke, die nicht geschützt war, an. Im 19. Jahrhundert gehörten die britische Königsfamilie und Charles Dickens zu den Endverbrauchern der Liebfrauenmilch. Um 1900 galt dieser Weißwein als einer der besten Europas. Wegen der zahlreichen Nachahmerprodukte führte Valckenberg schon 1909 die Weinmarke „Liebfrauenmilch Madonna“ ein, die abweichend von den allgemeinen Qualitätsanforderungen aus ausschließlich in Rheinhessen gewachsenen Trauben gekeltert wird.
Nach dem Ersten Weltkrieg etablierte das Mainzer Familienunternehmen H. Sichel Söhne (HSS) die Liebfrauenmilch unter der weltbekannten Marke Blue Nun in Großbritannien und den USA. Nach dem Zweiten Weltkrieg wurde die Marke im englischen Sprachraum zum Exportschlager und hielt am britischen Hof Einzug. Der Name Liebfrauenmilch war jedoch noch immer nicht geschützt und so animierte der Erfolg viele Winzer zur Nachahmung. Innerhalb kurzer Zeit wandelte sich der Markenname zum allgemeinen Marketing-Begriff für massenhaft produzierten, süßen Weißwein.
Heute ist die Marke Liebfrauenmilch in § 33 der Weinverordnung geregelt und darf lieblichen Weißwein aus den Anbaugebieten Nahe, Pfalz, Rheingau und Rheinhessen bezeichnen. Für Liebfrauenmilch dürfen nur bestimmte Rebsorten verwendet werden, die aber nicht auf dem Etikett genannt sind. Zu mindestens 70 % muss der Wein aus den Rebsorten Riesling, Müller-Thurgau, Silvaner und/oder Kerner bestehen. Die Restsüße darf nicht unter 18 g/l liegen.
Weil Liebfrauenmilch in den 1970er und 1980er Jahren auf den deutschen Exportmärkten zu einem preiswerten Supermarktwein wurde, hat der bis dahin gute Ruf des deutschen Weißweins sehr gelitten. So findet sich Liebfrauenmilch, abgefüllt in Großflaschen oder Getränkekartons, beispielsweise in vielen britischen und russischen Supermärkten.

## Zitate
„Liebfrauenmilch, so heißt nach dem allgemeinen Haushaltungslexicon. Leipzig 1750. II. Theil. ein guter Rheinwein, der in Worms auf dem so genannten Kirchhofe wächst, und vor andern daselbst wachsenden Weinen einen Vorzug hat.“

„All I have to say on the subject of the Liebfraumilch, is, that if it should come here, I will drink in it, to the health of everybody, great and small, in that large family-house at Worms.“

“It is uncommon fine, sir. Liebfraumilch of the most delicious quality.”

„Der Kräftigungsschluck meiner Wahl vor Konzerten war damals … Liebfrauenmilch … Er war furchtbar, aber damit habe ich unzählige Konzerte überstanden.“